# Kielsprung

Schematische Darstellung verschieden starker Kielsprünge von gering (oben) bis stark (unten).

Als Kielsprung wird bei Booten die Krümmung der Kiellinie bezeichnet.
Der Kielsprung hat neben der Gestalt der Kiellinie (V-Boden oder Kielleiste) entscheidenden Einfluss auf Richtungsstabilität bzw. Wendigkeit des Bootes: Geringer Kielsprung bewirkt eine höhere Spurtreue auf Kosten der Wendigkeit. Reine Tourenkanus wie z. B. Seekajaks haben häufig keinen Kielsprung, Wildwasserkanus haben einen sehr starken Kielsprung.
Der Kielsprung ist schwer zu messen. Als Maß wäre es bei einem auf festem Untergrund eben liegenden Kanu der Abstand, den das Ende der Kiellinie vom Boden hat. Da das Ende der Kiellinie bzw. ihr Übergang in den Steven häufig undefiniert ist, wird auf eine maßliche Angabe verzichtet. Die Angaben zum Kielsprung sind damit vergleichsweise subjektiv.